# 達瑟爾 (明尼蘇達州)
達瑟爾（英語：Dassel，/dæsəl/ DASS-əl）是一個位於美國明尼蘇達州米克縣的城市。

## 歷史
達瑟爾於1869年成立，同年設立營運至今的郵局，1878年升格為城市。此地得名自鐵路公司老闆伯納德·達塞爾（Bernard Dassel）。

## 人口
根據2020年美國人口普查的數據，達瑟爾的面積為4.39平方千米，當中陸地面積為4.36平方千米，而水域面積為0.03平方千米。當地共有人口1472人，而人口密度為每平方千米335人。